# Harold Macmillan
Lord Maurice Harold Macmillan, I conte di Stockton (Londra, 10 febbraio 1894 – Birch Grove, 29 dicembre 1986), è stato un politico, militare e nobile britannico.
Esperto di problemi internazionali, propugnatore di una sorta di conservatorismo progressista, mediatore fra il liberalismo anarchico ed il dirigismo, intransigente oppositore del nazifascismo, fu amico personale di Winston Churchill e genero di Victor Cavendish, Duca di Devonshire.
Dal 1957 al 1963 fu primo ministro del Regno Unito.

## Biografia

### Infanzia ed educazione
Nato a Londra, proveniva da una famiglia di origine scozzese che sin dalla metà dell'Ottocento aveva dato avvio a un'attività imprenditoriale nel settore dell'editoria creando nel 1843 l'omonima casa editrice. Macmillan studiò dapprima ad Eton e nel 1912 si iscrisse al Balliol College di Oxford.

### Prima guerra mondiale
Allo scoppio della prima guerra mondiale, come molti altri giovani della sua generazione e della sua condizione sociale, Macmillan si arruolò nell'esercito. Entrato dapprima nei King's royal rifles, fu poi trasferito alle Grenadier guards e, nell'agosto del 1915, il sottotenente Macmillan fu inviato sul fronte delle Fiandre, dove fu ferito in alcune azioni; l'anno successivo veniva trasferito sulla Somme, dove nel settembre restò gravemente ferito. Tornato nel Regno Unito trascorse il resto del conflitto affrontando una lunga e difficile convalescenza. Alla conclusione delle ostilità, Macmillan decise di compiere un'esperienza all'estero e, grazie alle conoscenze materne, venne nominato aiutante di campo del governatore generale del Canada.

### Matrimonio
Durante la permanenza nel dominion nordamericano egli fece la conoscenza di Lady Dorothy Cavendish, appartenente a una nobile famiglia della parìa britannica, che sposò nell'aprile del 1920.
Il matrimonio non fu particolarmente felice, tanto che la moglie si innamorò del collega di partito e amico, Robert Boothby.

### Carriera politica
Rientrato in Inghilterra, Macmillan cominciò a lavorare nell'attività editoriale di famiglia. Tuttavia, anche quale conseguenza dell'esperienza canadese e dei legami con la famiglia della moglie, nel 1923 decideva di darsi all'attività politica, presentandosi quale candidato del Partito Conservatore alle elezioni del dicembre di quell'anno per la circoscrizione di Stockton-on-Tees, un'area del nord dell'Inghilterra, tradizionalmente legata all'industria cantieristica e fortemente colpita dalle difficoltà economiche del dopoguerra. Macmillan vinse con un minimo scarto di voti, ma nelle successive elezioni del 1924 venne confermato con un ampio successo.
Intorno alla metà degli anni Trenta, Macmillan si avvicinò a un gruppo di giovani membri del Partito Conservatore, i quali auspicavano una politica di audaci riforme al fine di affrontare i gravi problemi economici che affliggevano il Regno Unito. In tale ambito significativa fu la pubblicazione da parte di Macmillan del pamphlet The middle way, che venne però accolto con sfavore dalla maggioranza del partito tory. Con il crescente manifestarsi dell'aggressività delle dittature italiana e tedesca, Macmillan si avvicinò a Winston Churchill e all'esiguo gruppo di conservatori, i quali si opponevano alla politica di avvicinamento nei confronti di questi due regimi totalitari che caratterizzava al contrario l'atteggiamento della leadership tory nella seconda metà degli anni Trenta.

### Seconda guerra mondiale

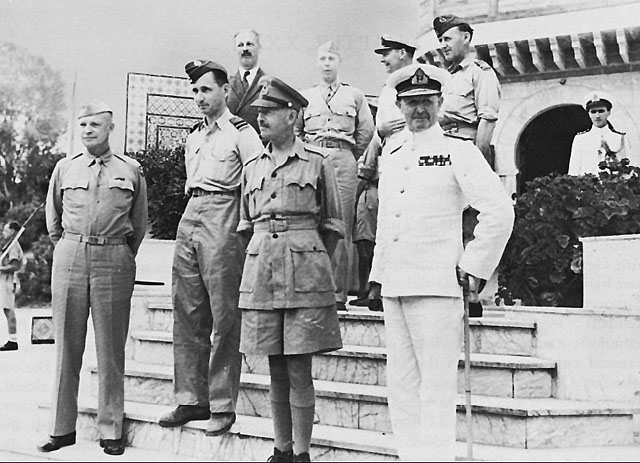
Macmillan tra gli Alleati in Sicilia (1943)

Allo scoppio della seconda guerra mondiale, per quanto Neville Chamberlain restasse Primo Ministro, Churchill usciva dall'isolamento politico in cui era stato tenuto a lungo dal suo stesso partito e diveniva Primo Lord dell'ammiragliato. Quanto a Seconda guerra mondiale, incoraggiato da Churchill, alla fine del 1939 entrava a far parte di un comitato governativo guidato da Leo Amery, incaricato di fornire aiuto alla Finlandia, che era stata aggredita dall'Unione Sovietica. La svolta nella carriera di Macmillan si manifestò comunque nell'estate del 1940. La caduta della Francia rappresentò la sconfitta definitiva di Chamberlain e dei suoi seguaci. Churchill venne allora nominato Primo Ministro di un governo di unione nazionale del quale entravano a far parte anche i laburisti; nell'ambito del nuovo gabinetto il premier offriva a Macmillan la responsabilità di segretario del ministero degli Approvvigionamenti, guidato dall'esponente laburista Herbert Morrison.
In questo nuovo ruolo egli ebbe l'opportunità di sperimentare alcune delle idee di programmazione economica che egli aveva esposto in The middle way; inoltre, a partire dal 1941, il Ministero degli Approvvigionamenti, ora sotto l'energica guida di Lord Beaverbrook, si dovette confrontare con l'impegnativo compito di inviare aiuti all'Unione Sovietica, divenuta alleata di Londra a seguito dell'aggressione tedesca. Agli inizi di febbraio del 1942 Macmillan veniva nominato sottosegretario all'Ufficio coloniale. La sua permanenza a questo ministero fu comunque breve. Nel novembre del 1942 gli angloamericani lanciavano l'operazione Torch con lo sbarco di truppe statunitensi, sotto la guida del generale Dwight Eisenhower, in Marocco e in Algeria.
A causa della scarsa fiducia di Franklin Delano Roosevelt nei confronti di Charles de Gaulle e della “Francia libera”, Washington aveva riposto le proprie speranze affinché le truppe francesi fedeli a Vichy in Nord Africa non offrissero resistenza nella figura del generale Henri Giraud, un alto ufficiale di sentimenti conservatori. L'azione di quest'ultimo si era rivelata inefficace e per porre rapidamente fine ai combattimenti fra i francesi di Vichy e le truppe americane, Dwight Eisenhower aveva accettato di siglare un compromesso con l'ammiraglio François Darlan, il quale sino a quel momento si era qualificato come uno dei più stretti collaboratori di Philippe Pétain. Tale accordo, per quanto utile sul piano militare, aveva sollevato forti critiche presso la stampa americana, provocando una seria crisi politica. In tale contesto Churchill ritenne, anche al fine di salvaguardare gli interessi britannici nell'area del Mediterraneo, di affidare a Macmillan la funzione di consigliere politico presso Eisenhower. Tra il gennaio del 1943 e la metà del 1945 Macmillan avrebbe esercitato un'influenza politica crescente divenendo di fatto il “proconsole” di Londra nell'area del Mediterraneo.
Fra i primi problemi che egli dovette affrontare vi fu quello dello scontro tra de Gaulle e Giraud per la leadership nel Nord Africa francese; era evidente che chi fosse uscito vincitore da questo conflitto avrebbe posto una seria ipoteca alla guida, non solo della “Francia libera”, ma anche del paese una volta che questo fosse stato liberato. Come ricordato, nei confronti di de Gaulle si era spesso manifestata l'ostilità dell'amministrazione americana e lo stesso Churchill, che nel 1940 aveva favorito la nascita del movimento gaullista, aveva incontrato difficoltà nel trattare con il leader francese. Da parte sua Macmillan si convinse delle superiori capacità politiche di de Gaulle e, per quanto in maniera cauta, ne favorì l'affermazione rispetto a Giraud.
Successivamente Macmillan ebbe un ruolo di rilievo nelle vicende militari e politiche che condussero all'armistizio italiano del settembre 1943 e alla parziale liberazione della penisola, con le note conseguenze sul piano della politica interna italiana. In tale contesto, Macmillan ebbe modo di intrattenere stretti rapporti con i principali attori della scena italiana: da Vittorio Emanuele III a Pietro Badoglio, agli uomini politici del CLN di Napoli, a Carlo Sforza, ai responsabili angloamericani del governo militare alleato. I diari di questi mesi, pubblicati in seguito, hanno offerto una galleria di ritratti, a volte non immuni da annotazioni ironiche, sulle vicende politiche del Regno del Sud, per quanto vada notato come Macmillan non condividesse pienamente la politica punitiva nei riguardi dell'Italia, sostenuta sin da questo periodo dal segretario di Stato Anthony Eden. Alla fine del 1944 l'attenzione di Macmillan dovette concentrarsi su altri due paesi dell'area del Mediterraneo, la Iugoslavia e la Grecia.
Quanto alla prima, egli dovette gestire i non facili rapporti con il leader della resistenza comunista, il futuro maresciallo Tito, le cui ambizioni cominciavano a contrastare con i piani britannici, mentre per ciò che concerneva la seconda, il ministro residente fu costretto a fronteggiare in dicembre in una nazione appena liberata l'insurrezione comunista ad Atene contro il governo monarchico conservatore sostenuto da Londra. La fase conclusiva del conflitto riservò a Macmillan una parentesi particolarmente tragica, poiché egli dovette assumere la responsabilità della consegna di migliaia di russi che avevano militato nelle truppe naziste e che erano stati catturati dalle truppe britanniche in Austria. Gran parte di loro furono giustiziati e la decisione di Macmillan, che traeva in ampia misura origine da accordi siglati dai tre grandi a Yalta, sarebbe stata soggetta a dure critiche in particolare in un volume apparso nella metà degli anni Ottanta.

### Dopoguerra
Con la fine delle ostilità, Macmillan fece ritorno alla vita politica, ma in occasione delle elezioni del luglio del 1945 fu sconfitto dal candidato laburista. Pochi mesi dopo morì l'esponente conservatore eletto per la circoscrizione di Bromley e Macmillan venne candidato nell'elezione suppletiva, rientrando ai Comuni con una confortevole maggioranza. Ciònonostante, con l'affermazione del partito laburista di Clement Attlee, si aprì per Macmillan un lungo periodo all'opposizione. L'interesse di Macmillan in questi anni continuò a concentrarsi sui temi di politica internazionale, sollecitato anche dalle grandi trasformazioni del secondo dopoguerra: dalla crisi dell'impero britannico all'avvio della “guerra fredda”, ai primi passi della costruzione europea. In quest'ultimo ambito fin dal 1947 Churchill si impegnò affinché si sviluppasse una qualche forma di cooperazione fra le nazioni dell'Europa occidentale, una dinamica che il leader tory vedeva inserita nel rafforzamento dell'Occidente di fronte alla minaccia rappresentata dalla politica staliniana. Churchill fu così all'origine del Movimento europeo, che avrebbe avuto tra le sue più importanti manifestazioni il Congresso dell'Aia del maggio 1948.
Per l'esponente conservatore, comunque, la costruzione europea, pur sostenuta dalla Gran Bretagna, non doveva vedere il coinvolgimento diretto di Londra, né uno sviluppo in senso federalista. Macmillan entrò a far parte del Movimento europeo, prese parte alla conferenza dell'Aia e divenne membro dopo il 1949 dell'assemblea del Consiglio d'Europa a Strasburgo. È significativo inoltre come nel 1950 egli esprimesse i suoi timori di fronte alla decisione presa dal governo Attlee di non far partecipare la Gran Bretagna al Piano Schuman per la creazione di una Comunità europea del carbone e dell'acciaio (CECA).

### Ministero della Difesa

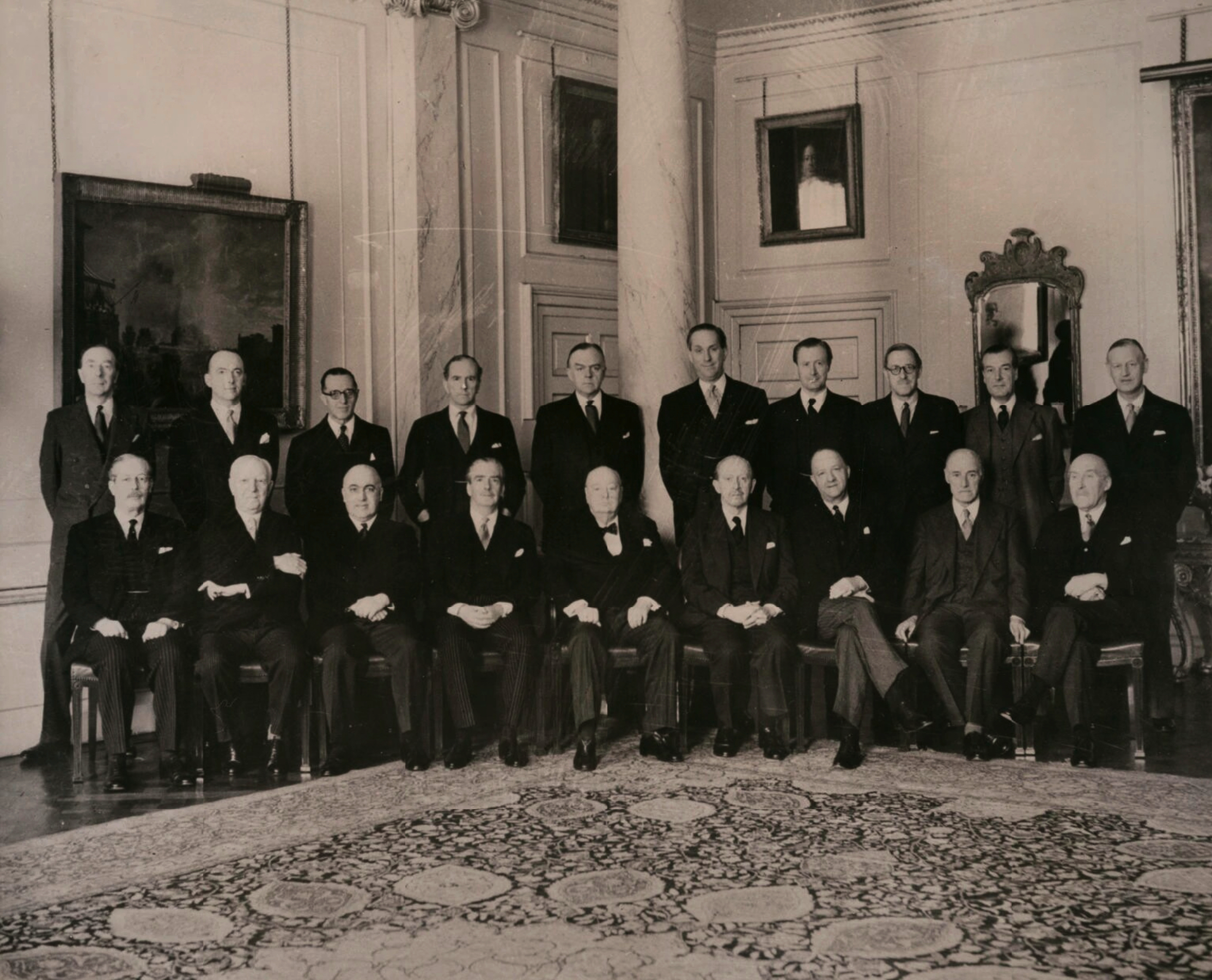
Il gabinetto di Churchill del 1955. Macmillan vi si trovava in qualità di Ministro della Difesa. Primo da sinistra, seduto

Nell'ottobre del 1951, i laburisti subivano una sconfitta in occasione delle elezioni politiche e i conservatori ritornavano al potere con un gabinetto guidato da Churchill, che vedeva ancora una volta Anthony Eden al vertice del Foreign Office. Nel nuovo governo a Macmillan veniva affidato il ruolo di housing minister, un ruolo solo in apparenza secondario, ove si consideri come la costruzione di nuove abitazioni fosse una delle priorità che si erano imposte nel secondo dopoguerra; in tale funzione Macmillan mostrò particolare attenzione ed efficienza. Nell'ottobre del 1954, in occasione di un rimpasto ministeriale a Macmillan venne offerto il Ministero della difesa, che egli accettò nonostante la sua aspirazione fosse quella di tornare a occuparsi di questioni internazionali. Egli era rimasto d'altronde nei primi anni cinquanta uno dei pochi esponenti conservatori di spicco attento alle questioni europee e convinto che Londra dovesse giocare un qualche ruolo nel processo di costruzione di un'Europa unita.

### Foreign Office
Nella primavera del 1955 per ragioni di salute Churchill dava le dimissioni e veniva sostituito dal suo “erede designato”, Eden, il cui mandato era confermato dalla netta affermazione in occasione delle elezioni politiche tenutesi nel maggio. Macmillan veniva posto alla guida del Foreign Office. L'attenzione del nuovo segretario di Stato si concentrò sui tentativi di prima distensione, nel cui ambito la Gran Bretagna sperava di giocare una parte di rilievo: dal vertice di Ginevra nel luglio alla conferenza dei quattro ministri degli Esteri svoltasi nella città svizzera nell'autunno di quell'anno. Nel frattempo si teneva la Conferenza di Messina e aveva avvio il “rilancio dell'Europa”.
Per quanto Macmillan si rendesse conto della possibile importanza di tali eventi, il suo atteggiamento si rivelò molto cauto, a quanto pare a causa dell'influenza del Foreign Office che si mostrava scettico, se non ostile, nei riguardi dell'integrazione europea di stampo funzionalista. Macmillan d'altronde fu costretto a concentrare la sua attenzione sulla sempre più grave situazione manifestatasi a Cipro e sulla incombente crisi nei rapporti con l'Egitto. Nella sua responsabilità di ministro del Tesoro il leader conservatore tornò ad occuparsi del “rilancio dell'Europa”, che egli seguiva con attenzione. Ancora una volta i suoi collaboratori si rivelarono scettici circa l'esito dei negoziati fra i “Sei”, sebbene Macmillan esprimesse il timore che, nel caso della creazione di una comunità economica europea, la Gran Bretagna si sarebbe trovata di fronte al pericolo di un serio isolamento rispetto ai maggiori partner del continente.

### Cancelliere dello Scacchiere
Nel dicembre del 1955, Eden decideva comunque di togliere a Macmillan il ruolo di segretario di Stato, affidato a Selwyn Lloyd, e di nominarlo cancelliere dello Scacchiere, una decisione che irritò Macmillan e che non resero facili i rapporti con il Primo Ministro.
Tra il luglio e il novembre del 1956, d'altronde, Macmillan si trovò direttamente coinvolto in una delle più gravi crisi vissute dalla Gran Bretagna nel dopoguerra, la vicenda di Suez. A dispetto del ruolo di cancelliere dello Scacchiere, Macmillan svolse una parte significativa nelle decisioni che, dopo la nazionalizzazione della compagnia del Canale da parte di Nasser, condussero il governo Eden a scegliere l'opzione di carattere militare. In una prima fase Macmillan sembrò favorevole alla linea dell'intervento scelta dal primo ministro, ma una volta prospettatasi la netta opposizione degli Stati Uniti, con le sue pericolose conseguenze di carattere economico e finanziario, egli parve sostenere l'ipotesi di disimpegno.

### Primo Ministro

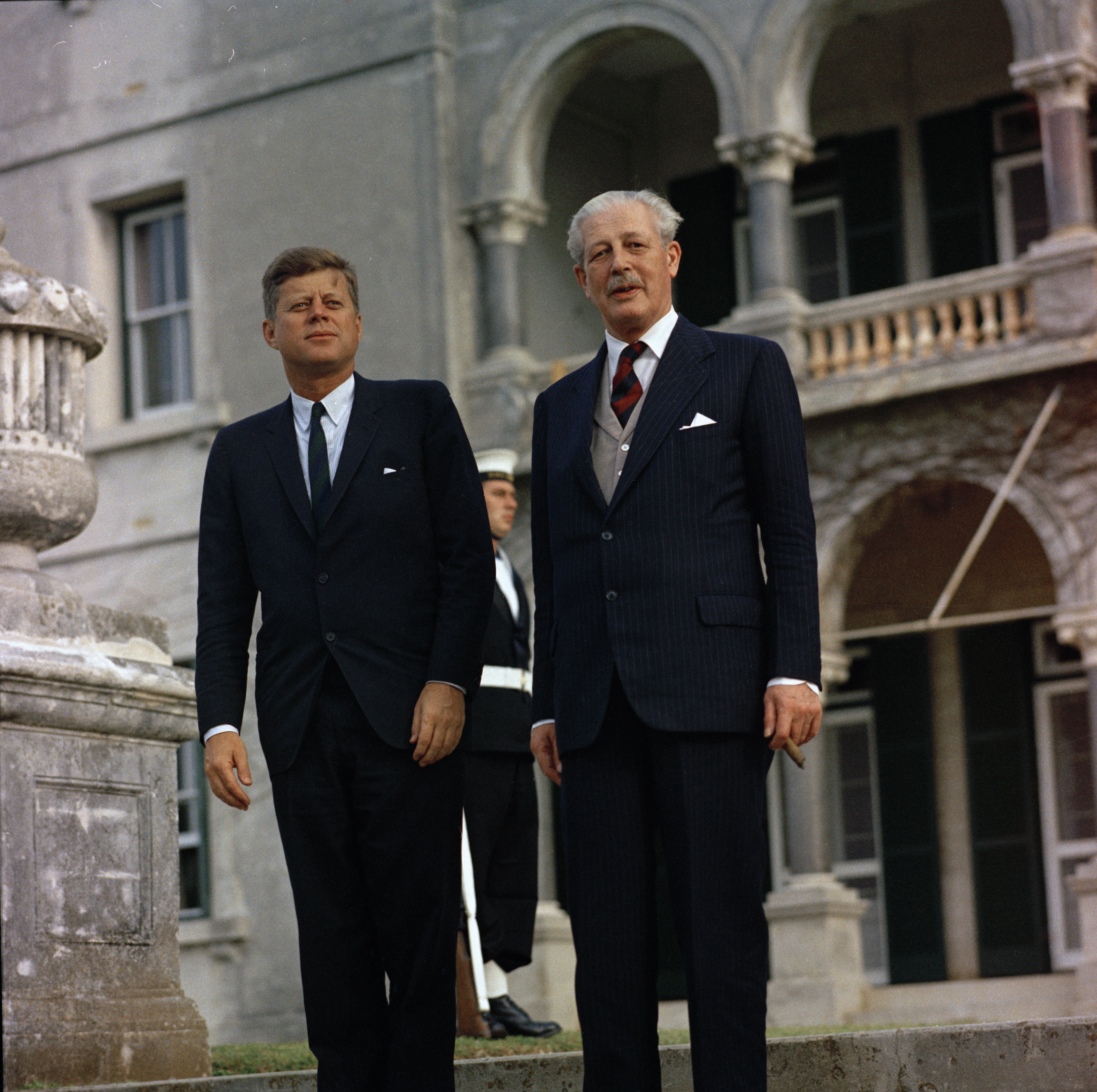
Macmillan e il Presidente degli Stati Uniti John Fitzgerald Kennedy alle Bahamas per l'accordo Kennedy-Macmillan di Nassau (21 dicembre 1961)

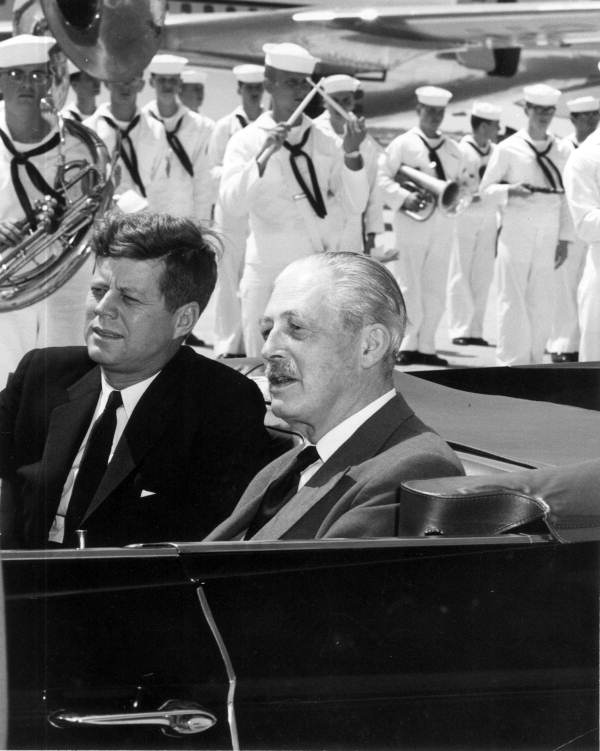
Macmillan e John F. Kennedy (26 maggio 1961)

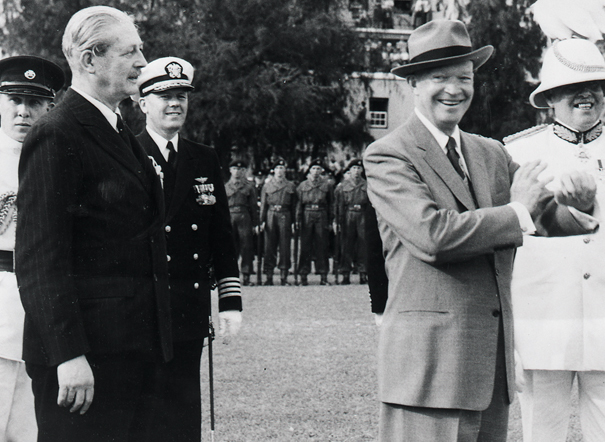
Macmillan e Dwight Eisenhower (marzo 1957)

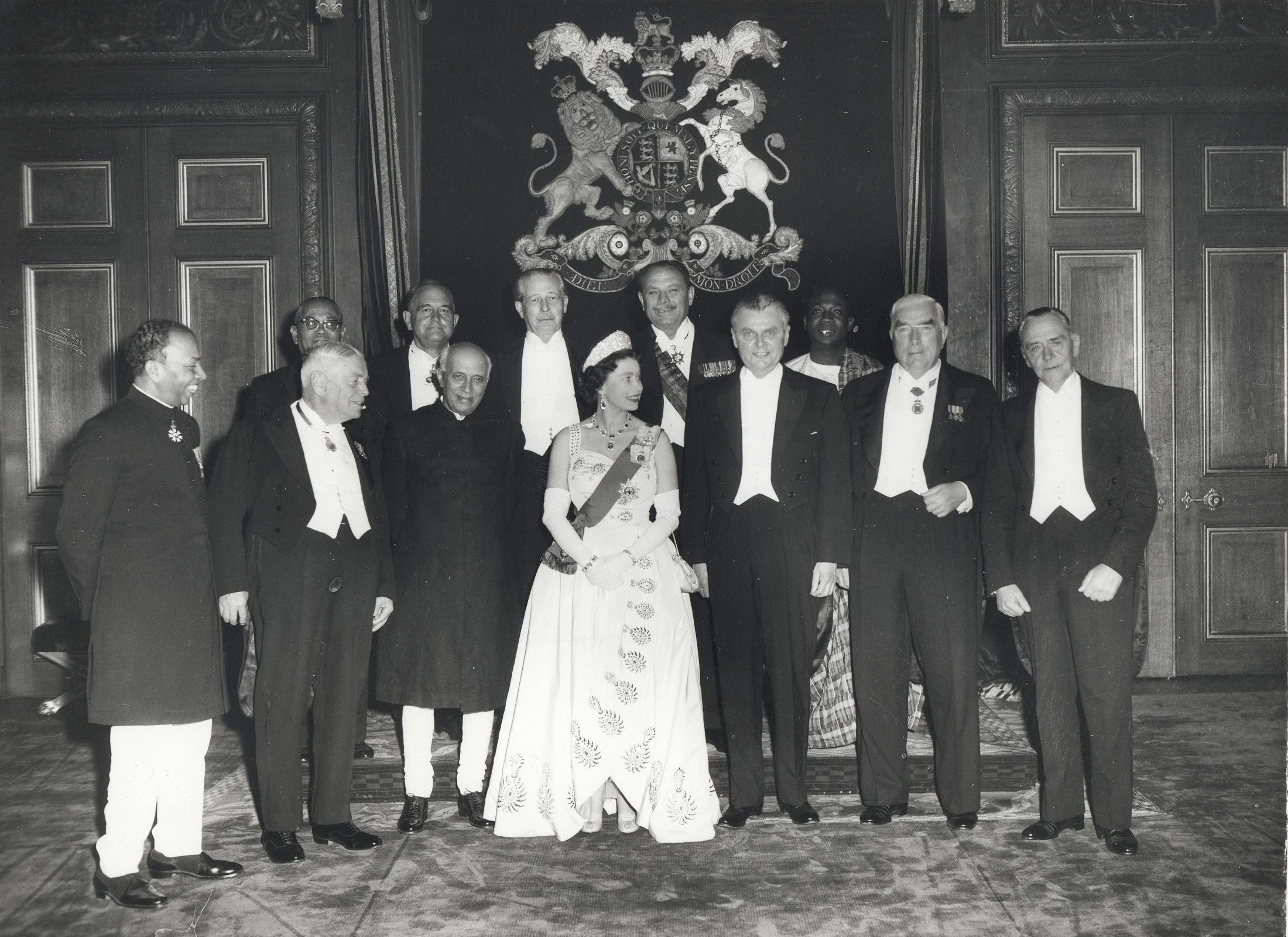
La regina Elisabetta insieme ai Primi Ministri delle Nazioni del Commonwealth, fra cui Macmillan (maggio 1960)

Nel gennaio del 1957, sir Anthony Eden, ammalato e profondamente colpito dal fallimento politico di Suez, dava le dimissioni e veniva sostituto proprio da Macmillan, che avrebbe mantenuto la carica di Primo Ministro sino al 1963.

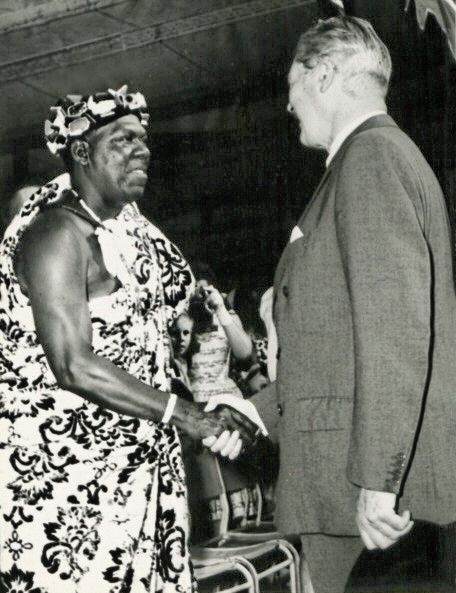
Macmillan durante una visita ufficiale in Ghana (gennaio 1960)

Giunto a Downing Street, Macmillan concentrò la sua attenzione, per ciò che concerneva la politica estera, sulla ricostruzione della special relationship con Washington, posta in discussione dalla crisi del Canale di Suez. Questo obiettivo parve raggiunto in breve tempo e nel 1958 gli Stati Uniti e la Gran Bretagna agivano congiuntamente in Medio Oriente di fronte alla crisi irachena. Un altro ambito internazionale cui il primo ministro dedicò la sua attenzione fu quello dei rapporti Est-Ovest, caratterizzati dall'avvio della seconda crisi di Berlino e dal fallimento della conferenza al vertice di Parigi del 1960.
Nel frattempo la popolarità di Macmillan sul piano interno raggiunse l'apice, favorita anche da un'iniziale congiuntura economica favorevole, e nel 1959 i conservatori ottenevano un ampio successo elettorale. Quanto all'Europa, Macmillan lasciava questo ambito al segretario di Stato Selewyn Lloyd e Londra decideva di fronteggiare la nascita della Comunità economica europea (CEE) con l'istituzione dell'Associazione europea di libero scambio (European free trade agreement, EFTA).
Tra il 1960 e il 1961, Macmillan si convinse però che la posizione inglese verso la Comunità Europea dovesse mutare. In primo luogo l'economia britannica cominciava a mostrare i primi segni di difficoltà le quali contrastavano con il boom delle economie dei Sei. Nel 1960 la Gran Bretagna concedeva la piena indipendenza a gran parte delle colonie africane e nel noto discorso sui winds of change, compiuto in occasione di un viaggio in Africa, Macmillan si mostrava cosciente del tramonto del “sogno imperiale”; infine, l'elezione di John F. Kennedy negli Stati Uniti sembrava aprire una fase diversa nella special relationship e il nuovo presidente non nascondeva il desiderio affinché Londra divenisse a pieno titolo una potenza “europea” entrando a far parte del Mercato comune europeo (MEC). Dopo una serie di contatti con vari leader dell'Europa dei Sei avvenuti nei primi mesi del 1961, Macmillan decise che per la Gran Bretagna era giunto il momento di aderire alla CEE, e nell'estate di quell'anno egli annunziò ufficialmente ai Comuni la candidatura inglese alla Comunità. Macmillan, come gran parte della classe dirigente britannica, era dell'opinione che, a dispetto delle difficoltà, Londra sarebbe riuscita nel proprio intento: la Repubblica federale, l'Italia e i paesi del Benelux si erano dichiarati favorevoli all'ingresso di Londra nel MEC, gli Stati Uniti sostenevano tale ipotesi e il Regno Unito appariva ancora una potenza in grado di apportare numerosi elementi di vantaggio alla costruzione europea. Inoltre, il primo ministro ben sapeva che la visione inglese del processo di unione non era lontano dal concetto di “Europa delle patrie” di de Gaulle, un leader che Macmillan conosceva dagli anni della seconda guerra mondiale.
Il negoziato, apertosi a Bruxelles nell'autunno del 1961, venne impostato da Londra sugli aspetti economici, e la delegazione inglese pose onerose condizioni sulla questione dell'agricoltura e sui rapporti con il Commonwealth. Nel frattempo, Macmillan dovette occuparsi in ambito internazionale di altre questioni di rilievo, dalla costruzione del Muro di Berlino alla crisi dei missili di Cuba. In entrambi i casi il primo ministro non sembrò rendersi conto come le due vicende finissero con l'avvicinare sempre più de Gaulle a Konrad Adenauer e a far crescere i dubbi dei due leader del continente circa la posizione inglese. Gli accordi Kennedy-Macmillan di Nassau sulla fornitura di missili Polaris alla Gran Bretagna, se sembravano confermare la special relationship, apparvero agli occhi di de Gaulle la prova che se la Gran Bretagna fosse entrata nella CEE sarebbe divenuta il “cavallo di Troia” degli Stati Uniti. Macmillan sperava comunque che contatti diretti con Adenauer e de Gaulle avrebbero consentito di superare gli ostacoli che si frapponevano all'ingresso di Londra nella CEE. Ma nel gennaio del 1963 il presidente francese, in una conferenza stampa, espresse pubblicamente il suo “veto” all'Adesione inglese alla CEE. Si trattava di una grave sconfitta politica per Macmillan, alla quale si aggiungevano le crescenti difficoltà dell'economia, l'esplodere del cosiddetto “scandalo Profumo” e seri problemi di salute. Nell'ottobre del 1963 Macmillan diede le dimissioni, sostituito da Lord Alec Douglas-Home.

### Rapporti con Margaret Thatcher
Macmillan si ritrovò ad essere più coinvolto in politica dopo che Margaret Thatcher diventò la leader del Partito Conservatore nel 1975. La legacy della sua premiership fu infatti attaccata dai monetaristi del partito, le cui teorie erano supportate dalla Thatcher.
Fu inoltre uno dei tanti a consigliare alla Thatcher di comporre un piccolo Gabinetto di Guerra per il conflitto delle Falklands, e la Prima Ministra escluse inoltre, sotto suo consiglio, il Treasury (Tesoro) da quest'ultimo.
In un suo discorso alla Camera dei Lord del 1984, Macmillan criticò la gestione da parte della Thatcher dello sciopero dei minatori.

### Ultimi anni e morte

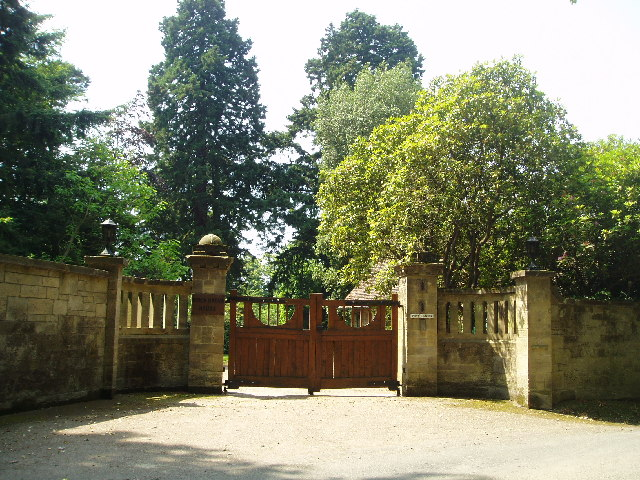
L'entrata di Birch Grove, ove l'ex Primo Ministro e la moglie passarono gli ultimi anni della loro vita

Negli anni successivi Macmillan dedicò gran parte del suo tempo alla scrittura, alla casa editrice di famiglia e all'Università di Oxford di cui divenne Chancellor. Non mancò comunque di interessarsi anche alla vita politica del suo paese nel ruolo di “saggio” del Partito Conservatore.
Per il suo lavoro come Primo Ministro venne creato Conte di Stockton il 24 febbraio 1984, tre anni prima della sua morte.

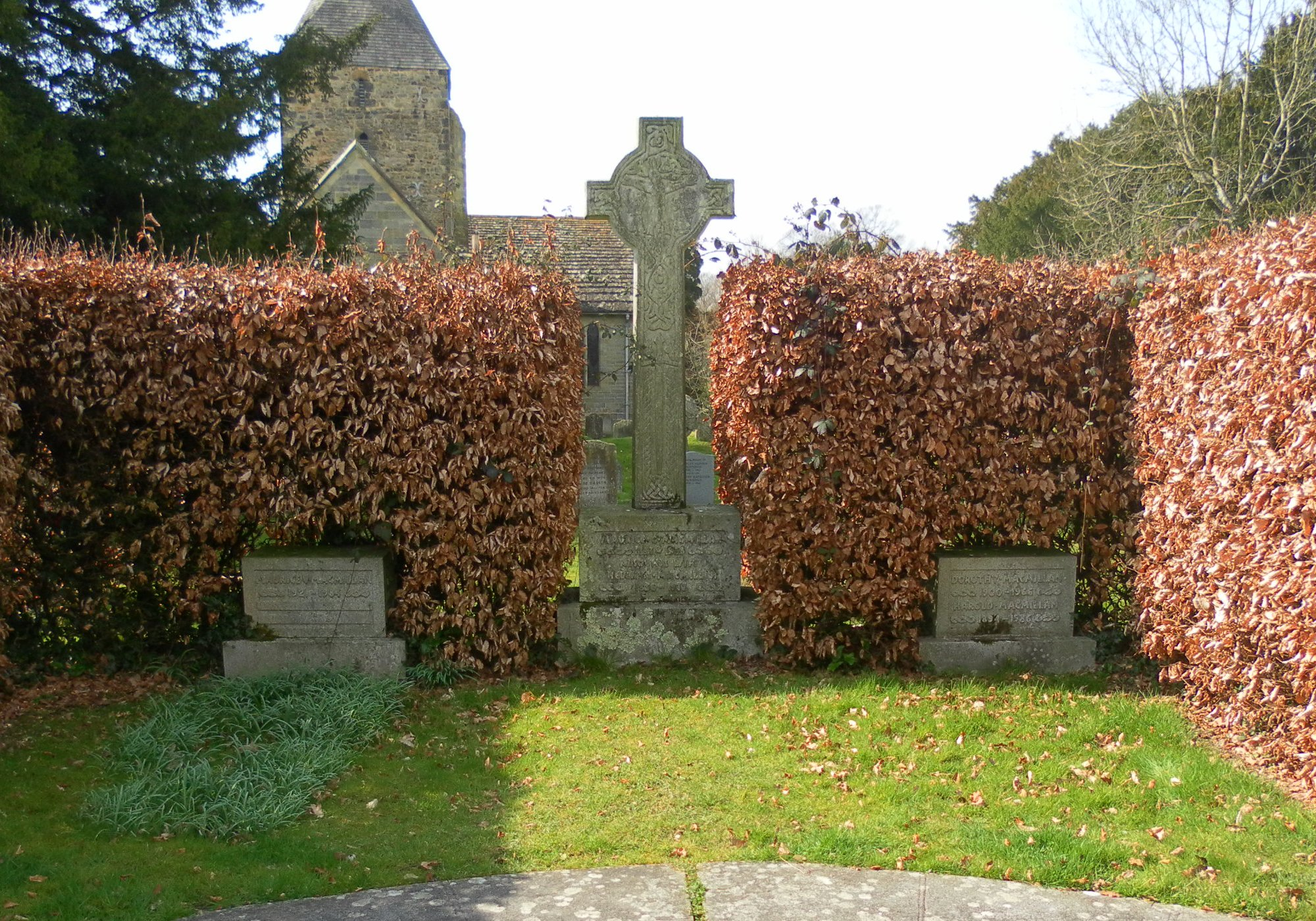
La tomba di Harold Macmillan alla Chiesa di Sant'Egidio ad Horsted Keynes

Macmillan morì a Birch Grove il 29 dicembre 1986, all'età di novantadue anni.

## Discendenza

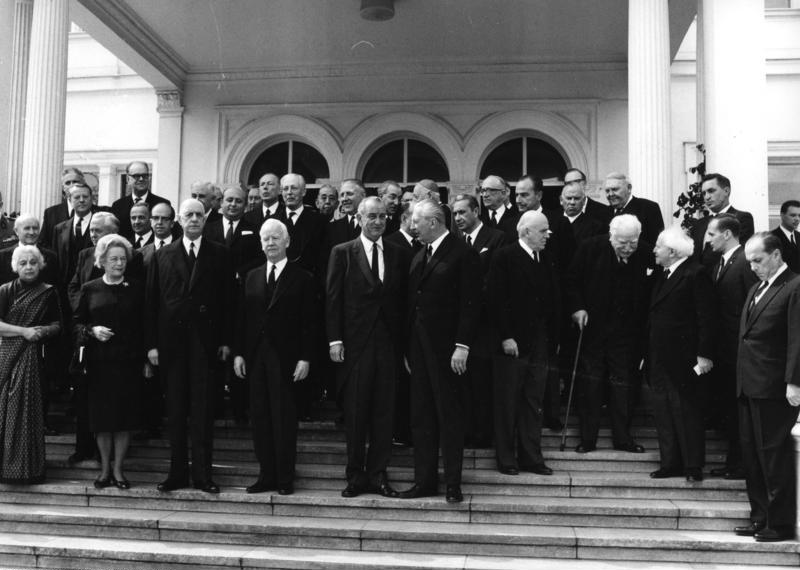
Macmillan e Charles de Gaulle a Bonn (25 aprile 1967)

Dal matrimonio tra Harold Macmillan e Lady Dorothy Cavendish nacquero:
- Maurice Macmillan, visconte Macmillan di Ovenden (1921–1984), politico conservatore ed editore;
- Lady Caroline Macmillan (1923-2016), sposò Julian Faber, ebbero cinque figli;
- Lady Catherine Macmillan (1926–1991), sposò Julian Amery, poi Barone Amery di Lustleigh, politico conservatore, ebbero quattro figli;
- Lady Sarah Macmillan (1930–1970). sposò Andrew Heath nel 1953; ebbero due figli. Impossibilitata ad avere altri bambini in seguito ad un aborto avuto nel 1951, lei e il marito decisero di adottarne due.

## Onorificenze

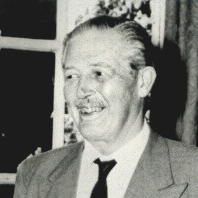
Una fotografia di Macmillan negli Archivi Nazionali del Regno Unito